# Liste des programmes diffusés par CTV
Ce qui suit est la liste des programmes présentement, anciennement, et prochainement diffusés par CTV, un réseau de télévision canadien en langue anglaise.

## Séries originales

### En cours de diffusion
- Cardinal[1] (depuis le 25 janvier 2017)[2]
- Jann (en) (sitcom, depuis le 20 mars 2019)[3]
- Albedo[4] (mystère, en production)

### Anciennes séries
- Les Robinson suisses (Swiss Family Robinson) (1974–1975)
- Excuse my French (1974–1976)
- Le Vagabond (The Littlest Hobo) (1979–1985)
- Bizarre (1980–1985)
- Brigade de nuit (Night Heat) (1985–1989)
- Campus (Time of Your Life) (produite par CFCF-TV, 1988–1989)
- Les Deux font la loi (Bordertown) (1989–1991)
- E.N.G. (1989–1994)
- Force de frappe (Counterstrike) (1990–1993)
- RoboCop (1994)
- Un tandem de choc (Due South) (1994–1999)
- La Femme Nikita (1997–2001)
- Invasion planète Terre (Earth: Final Conflict) (1997–2002)
- Cold Squad, brigade spéciale (Cold Squad) (1998–2005)
- Power Play (en) (1998–2000)
- Destins croisés (Twice in a Lifetime) (1999–2001)
- Mysterious Ways : Les Chemins de l'étrange (Mysterious Ways) (2000–2002)
- Degrassi : La Nouvelle Génération (Degrassi: The Next Generation) (2001–2009, puis sur MuchMusic)
- Sue Thomas, l'œil du FBI (Sue Thomas: F.B.Eye) (2002–2005)
- The Eleventh Hour (en) (2002–2005)
- Corner Gas (en) (2004–2009)
- Ma vie de star (Instant Star) (2004–2008)
- Robson Arms (en) (2005–2008)
- Whistler (2006–2008)
- Jeff Ltd. (en) (2006–2007)
- Flashpoint (2008–2012)
- Defying Gravity (2009)
- The Listener (2009–2014)
- Hiccups (en) (2010–2011)
- Dan for Mayor (en) (2010–2011)
- The Bridge (2010)
- Saving Hope, au-delà de la médecine (Saving Hope) (2012–2017)
- Motive (2013–2016)
- Satisfaction (comédie, 2013)
- Played (2013)
- Spun Out (comédie, 2014–2015)
- La Disparition (en) (The Disappearance)[5] (2017, en simultané avec Super Écran)[6]
- The Indian Detective (en) (2017)[7]
- The Detail (en)[8],[9] (2018)[10]

## Émissions originales
- CTV National News (nouvelles, 1961–en cours)
- W5 (magazine, 1966–en cours)
- Question Period (en) (affaires publiques, 1967–en cours)
- Canada AM (émission matinale, 1972–2016)
- etalk (star système, 1995–en cours)
- Canadian Idol (compétition, 2003–2008)
- So You Think You Can Dance Canada (compétition, 2008–2011)
- The Marilyn Denis Show (en) (talk show, 2011–en cours)
- The Social (en) (talk show, 2013–en cours)
- Your Morning (en) (émission matinale, 2016–en cours)

## Séries américaines anciennement diffusées
- Touche pas à mes filles (8 Simple Rules For Dating My Teenage Daughter)[11] (2002–2005)
- According to Jim[12] (2001–2009)
- Alias[12] (2001–2006)
- Boomtown[11] (2002–2003)
- Charmed[12] (1998–2006)
- Close to Home : Juste Cause (Close to Home)[13] (2005–2007)
- Crumbs (en)[13] (2006)
- Cold Case : Affaires classées (Cold Case)[12] (2003–2010)
- Commander in Chief[13] (2005–2006)
- Les Experts : Miami (CSI: Miami)[11] (2002–2012)
- Les Experts : Manhattan (CSI: NY)[14] (2004–2013)
- Desperate Housewives[14] (2004–2012)
- Dexter
- Dr Vegas[14] (2004)
- Un tandem de choc (Due South) (1994–1999)
- Empire[13] (2005)
- Urgences (E.R.)[12] (1994–2009)
- Everwood[11] (2002–2006)
- The Evidence : Les Preuves du crime (The Evidence)[13] (2006)
- Fastlane[11] (2002–2003)
- Flashforward (2009–2010)
- Ghost Whisperer[13] (2005–2010)
- Gossip Girl (2007–2012)
- La Star de la famille (Hope & Faith)[14] (2004–2005 puis Citytv)
- I'm with Her (en)[15] (2003–2004)
- Inconceivable (en)[13] (2005)
- Dernier Recours (In Justice)[13] (2006)
- Invasion[13] (2005–2006)
- Le Monde de Joan (Joan of Arcadia)[12] (2003–2005)
- Kevin Hill[14] (prévu pour 2004, jamais diffusé)
- Le Cartel (Kingpin)[11] (2003)
- New York, police judiciaire (Law & Order)[11] (1990–2010)
- New York, section criminelle (Law & Order: Criminal Intent)[12] (2001–2011)
- New York, cour de justice (Law & Order: Trial by Jury)[14] (2005)
- Less than Perfect (en)[11] (2002–2006)
- Hot Dog Family (Life on a Stick)[14] (prévu pour 2005, jamais diffusé)
- Life with Bonnie (en)[11] (2002–2004)
- Lost : Les Disparus (Lost)[16] (2004–2010)
- Médium[14] (2005–2011)
- Ma famille d'abord (My Wife and Kids)[12] (2001–2005)
- Night Stalker : Le Guetteur (Night Stalker)[13] (2005)
- Nip/Tuck[12] (2003–2010)
- Newport Beach (The O.C.)[14] (2003–2007)
- Oliver Beene (en)[11] (2003–2004)
- Private Practice (2007–2009, puis sur Citytv)
- Scrubs[12] (2001–2010)
- Les Soprano (The Sopranos)[11] (1999–2007)
- New York 911 (Third Watch)[12] (1999–2005)
- Twins (en)[13] (2005–2006)
- Veronica Mars[17] (été 2005, puis SunTV)
- À la Maison-Blanche (The West Wing)[11] (1999–2006)
- What About Brian[13] (2006–2007)
- Whoopi[12] (2003–2004)